# Molippa centralis
Molippa centralis är en fjärilsart som beskrevs av Hoffmann 1942. Molippa centralis ingår i släktet Molippa och familjen påfågelsspinnare. Inga underarter finns listade i Catalogue of Life.